# 管理の受委託 (バス)
日本のバス事業における管理の受委託（かんりのじゅいたく）とは、道路運送法第35条の規定に基づき、バス事業者が別のバス事業者に路線の運行・車両の管理などの業務全般を委託（委託を受けるバス事業者にとっては受託）することである。
公共交通機関としては類似の概念として、鉄道事業者における駅業務（駅員）の管理の受委託「ステーションサービス」がある。

## 概要
道路運送法第35条では、一般乗合旅客自動車運送事業および一般貸切旅客自動車運送事業の管理の受委託に関して、以下の通り規定している。
詳細は、以下の通達において規定されている。
- 「一般乗合旅客自動車運送事業の管理の受委託（高速バス路線に係るものを除く。）について」
  - 平成12年11月1日付 自旅第125号、自整第171号、自環第254号（下記、平成16年通達により廃止）[1]
  - 平成16年6月30日付 国自総第139号・国自旅第79号、国自整第51号[1]
  - 平成20年2月6日付 国自安第58号・国自旅第270号、国自整第132号[1]
- 「高速バスの管理の受委託について」
  - 平成12年11月1日付 自旅第125号の2、自整第171号の2、自環第254号の2
  - 平成16年6月30日付 国自総第140号、国自旅第80号、国自整第52号（改正）[2]
  - 平成20年2月6日付 （文書番号不明）（改正）[3]
  - 平成24年7月31日付 国自安第55号、国自旅第236号、国自整第78号[4]
- 「一般貸切旅客自動車運送事業の管理の受委託について」
  - 平成12年11月1日付 自旅第125号の3、自整第171号の3、自環第254号の3
  - 平成16年6月30日付 国自総第141号、国自旅第81号、国自整第53号（改正）[2]
  - 平成20年2月6日付 （文書番号不明）（改正）[3]

## 効果
委託する事業者Aは運賃やダイヤの設定、車両導入や保有、停留所の設置など、経営上の責任を負い、受託する事業者Bは日々の運転業務・整備管理業務・運行管理業務などを行うものである。
よって一般に高コストの事業者Aが、同内容の事業をより低コストで経営できる事業者Bへ委託することからコスト削減効果がある。バス路線の譲渡とは異なり、利用者の見た目からは管理の受委託実施後も実施前と同じく、事業者Aの車両や停留所が使用される。運賃やダイヤ設定も委託元の事業者Aが行うことから、委託元の事業者のイニシアティブのもと、低コストで路線を守ることができるとされる。

## 管理の受委託の方法
路線を持つバス事業者は委託する事業者に委託料を支払い、路線を持つバス業者の車両で運行するのが基本である。
管理の委託を行うには、当然委託しようとする事業者Aより低コスト体質の事業者Bが存在しなければならない。この事業者B選定の際に、既存の事業者を選定する場合（東京都交通局が株式会社はとバスへ委託など）と、事業者Aの子会社を設立する場合（横浜市交通局が新会社、横浜交通開発株式会社を設立など。民間バス事業者は子会社設立がほとんど）がある。ただし、管理の受託ができる事業者は乗合バス事業者に限られるため、その新会社は新たに道路運送法第4条許可事業者となる必要がある。
また、委託できる範囲は、委託者の一般バス路線の長さ、または使用車両数に対する比率で1/2以内であることが条件とされていたが、2008年（平成20年）2月より一部緩和され、一定の基準を満たせば、2/3以内まで拡大できることとされた。
2012年（平成24年）7月には、都市間高速ツアーバスを高速路線バスに一本化（新高速乗合バス）させるための手法として、新たに乗合バス事業者から貸切バス事業者への管理の受委託のスキームが導入された。この場合、受託者（貸切バス事業者）の運行管理・整備管理について委託者（乗合バス事業者）が指導・助言を行うなど、委託者・受託者一体となった安全管理体制の構築を義務づけるなど、貸切バス事業者の安全管理に乗合バス事業者が積極的に関与することを求めている。
なお、いずれのケースも管理の受委託期間は最長5年とされており、それ以上の受委託は再度、国土交通省（地方運輸局）への許可申請が必要となる。